# گربه زباد (سیوت)
زَبّاد یا گربۀ زَبّاد یا گربۀ سیوِت پستانداری گوشت‌خوار از خانوادۀ زبادان (Viverridae) است.
گربه‌های زباد ماده روغنی از غده‌های مقعدی خود ترشح می‌کنند که زباد یا غالیه نام دارد. این ترشحات برای تعیین کردن قلمرو است. در جنوب چین خوردن گربه زباد بسیار معمول است.
پراکندگی اعضای این خانواده آفریقا و ماداگاسکار، اسپانیا و فرانسه، خاور نزدیک، شبه جزیره عربستان، هند و آسیای جنوب شرقی تا بورنئو و فیلیپین را در بر می‌گیرد. برخی نام زباد را فارسی، برخی عربی و برخی حبشی دانسته‌اند.